# 维穆捷虎式坦克
维穆捷虎式坦克（Vimoutiers Tiger tank）是一辆二战时期納粹德国的虎I戰車。1944年8月，在诺曼底战役的后期阶段，这辆坦克被德軍丟棄。後來被人放置在法國维穆捷路边的一条沟里，1975年被维穆捷当地公社买下并在戶外展出。此後它被列为歷史遺跡。  

## 外部鏈接
- . （原始内容存档于2016-04-18）.
- Holiday snap of the Tiger tank from around 1967 （页面存档备份，存于）